# Deepto Chakrabarty
Deepto Chakrabarty (28 de juny de 1966) és un astrònom i astrofísic estatunidenc que principalment tracta dels raigs X i l'astronomia de raigs gamma.
Chakrabarty va estudiar a la Massachusetts Institute of Technology (MIT) fins a la seva llicenciatura el 1988. Va continuar els seus estudis a Caltech i es va graduar el 1992 amb el grau de màster i el 1996 amb el doctorat en Física. Entre 1988 i 1990 va treballar al Laboratori Nacional Lawrence Berkeley a la Supernova Cosmology Group. A partir de 1996 va treballar com a estudiant de postgrau al MIT (i dos anys a l'Observatori de raigs gamma Compton de la NASA), on es va convertir en professor ajudant el 1998, professor associat el 2004 i professor el 2008. Des de 2008 ha dirigit el Departament d'Astrofísica.
El 1998 va passar un any com a investigador invitat al Balliol College, a la Universitat d'Oxford.
Com a astronomia observacional, que s'ocupa especialment de les estrelles de neutrons i forats negres. El 2006 va rebre el Premi Bruno Rossi. De l'any 2001 al 2003 va actuar com a Sloan Fellow en el mateix programa. El 2011 es va convertir en membre de l'American Physical Society.